# Lennart Thy
Lennart Thy (Frechen, 25 februari 1992) is een Duits voetballer die doorgaans speelt als spits. In juni 2024 verruilde hij PEC Zwolle voor Lion City Sailors.

## Clubcarrière

### Jeugd
Thy speelde voor meerdere amateurverenigingen in zijn periode als jeugdspeler, namelijk achtereenvolgens Viktoria Frechen, FC Norden, PSV Norden en JFV Norden. In 2007 werd hij opgenomen in de opleiding van profclub Werder Bremen. Zijn eerste wedstrijd voor Werder speelde de spits op 24 november 2010, toen in de Champions League met 3–0 verloren werd op bezoek bij Tottenham Hotspur door doelpunten van Younès Kaboul, Luka Modrić en Peter Crouch. Thy mocht tijdens dit duel van coach Thomas Schaaf tien minuten voor het einde van de wedstrijd invallen voor Aaron Hunt. Voor Werder speelde hij zeven wedstrijden in twee seizoenen. In 2012 werd zijn verbintenis in Bremen niet verlengd.

### FC St. Pauli
In juni vertrok Thy naar FC St. Pauli, waar hij voor twee jaar tekende. In zijn eerste seizoen was hij nog geen vaste basisspeler, maar vanaf de zomer van 2013 kwam de aanvaller steeds vaker in actie. In 2014 verlengde hij zijn verbintenis tot medio 2016.

### Werder Bremen
Na afloop van deze verbintenis keerde Thy terug naar zijn oude club, Werder Bremen. Bij de Noord-Duitse club ondertekende hij een verbintenis voor de duur van drie seizoenen. In de eerste helft van het seizoen 2016/17 speelde de aanvaller zesmaal mee in de Bundesliga, telkens als invaller. Op 24 september 2016 kwam hij tot scoren. Door een eigen doelpunt van Robert Bauer stond Werder met 0–1 achter tegen VfL Wolfsburg toen hij zeventien minuten voor tijd inviel voor Ousman Manneh. Vier minuten voor het einde van de wedstrijd maakte hij op aangeven van Serge Gnabry de gelijkmaker. Via Theodor Gebre Selassie won Werder Bremen de wedstrijd alsnog. In de winterstop werd Thy verhuurd aan St. Pauli, waar hij net een halfjaar weg was.

### VVV-Venlo
In de zomer van 2017 werd de spits opnieuw uitgeleend, ditmaal voor de duur van een jaar aan eredivisionist VVV-Venlo. Thy kwam aanvankelijk moeilijk tot scoren bij de Venlose club, maar tijdens de laatste wedstrijd voor de winterstop maakte hij drie doelpunten tegen Heracles Almelo. Hij werd daarmee de eerste VVV-speler met een hattrick in de eredivisie sinds Maurice Graef in 1994 tegen FC Utrecht. Op 12 maart 2018 maakte VVV bekend dat Thy een uitwedstrijd tegen PSV liet schieten om bloed af te staan aan een leukemiepatiënt om zo een stamceltransplantatie mogelijk te maken.

### Erzurumspor
In juli 2018 keerde Thy terug naar Werder Bremen, dat hem direct liet vertrekken naar BB Erzurumspor. De aanvaller tekende voor twee seizoenen bij de Turkse promovendus. Na een halfjaar liet hij zijn contract ontbinden.

### PEC Zwolle
Hierop tekende hij voor anderhalf jaar bij PEC Zwolle. In maart 2020 besloot PEC het aflopende contract van de Duitse spits niet te gaan verlengen. In anderhalf jaar kwam hij tot drieënveertig wedstrijden, waarin hij zeventien doelpunten maakte. 

### Sparta Rotterdam
Ruim een maand later werd hij door Sparta gepresenteerd als nieuwe speler vanaf het seizoen 2020/21. In Rotterdam tekende Thy voor twee seizoenen. Hij miste in twee seizoenen geen enkele competitiewedstrijd en kwam tot tweeënzeventig wedstrijden en negentien doelpunten. 

### Terug bij PEC
In juni 2022 tekende hij een contract voor drie jaar bij PEC Zwolle, dat net was gedegradeerd naar de Eerste divisie. In het seizoen 2022/23 werd Thy met 23 doelpunten topscorer van de Eerste divisie en leverde daarmee een belangrijke bijdrage aan de terugkeer van PEC Zwolle naar de Eredivisie.

### Lion City Sailors
Aan het einde van het seizoen 2023/24, waarin Thy tot dertien competitietreffers kwam, werd bekend dat de spits verkaste naar een Aziatische club. Later werd bekend dat het ging om het Singaporese Lion City Sailors, waar hij voor twee seizoenen tekende.

## Clubstatistieken

### Beloften
| Seizoen         | Club             | Competitie        | Competitie | Competitie | Competitie |
| Seizoen         | Club             | Competitie        | Wed.       | Dlp.       | Ass.       |
| --------------- | ---------------- | ----------------- | ---------- | ---------- | ---------- |
| 2009/10         | Werder Bremen II | 3. Liga           | 13         | 2          | 0          |
| 2010/11         | Werder Bremen II | 3. Liga           | 35         | 5          | 1          |
| 2011/12         | Werder Bremen II | 3. Liga           | 22         | 2          | 5          |
| 2012/13         | FC St. Pauli II  | Regionalliga Nord | 5          | 2          | 0          |
| Totaal beloften | Totaal beloften  | Totaal beloften   | 75         | 11         | 6          |

### Senioren
| Seizoen         | Club              | Competitie      | Competitie | Competitie | Competitie | Beker | Beker | Beker | Totaal | Totaal | Totaal |
| Seizoen         | Club              | Competitie      | Wed.       | Dlp.       | Ass.       | Wed.  | Dlp.  | Ass.  | Wed.   | Dlp.   | Ass.   |
| --------------- | ----------------- | --------------- | ---------- | ---------- | ---------- | ----- | ----- | ----- | ------ | ------ | ------ |
| 2010/11         | Werder Bremen     | Bundesliga      | 2          | 0          | 0          | 1     | 0     | 0     | 3      | 0      | 0      |
| 2011/12         | Werder Bremen     | Bundesliga      | 3          | 0          | 0          | 1     | 0     | 1     | 4      | 0      | 1      |
| 2012/13         | FC St. Pauli      | 2. Bundesliga   | 18         | 1          | 1          | 1     | 0     | 0     | 19     | 1      | 1      |
| 2013/14         | FC St. Pauli      | 2. Bundesliga   | 27         | 4          | 2          | 1     | 0     | 0     | 28     | 4      | 2      |
| 2014/15         | FC St. Pauli      | 2. Bundesliga   | 32         | 5          | 3          | 2     | 0     | 0     | 34     | 5      | 3      |
| 2015/16         | FC St. Pauli      | 2. Bundesliga   | 30         | 8          | 4          | 1     | 0     | 0     | 31     | 8      | 4      |
| 2016/17         | Werder Bremen     | Bundesliga      | 6          | 1          | 0          | 1     | 0     | 0     | 7      | 1      | 0      |
| 2016/17         | → FC St. Pauli    | 2. Bundesliga   | 15         | 2          | 0          | 0     | 0     | 0     | 15     | 2      | 0      |
| 2017/18         | → VVV-Venlo       | Eredivisie      | 32         | 7          | 6          | 2     | 1     | 0     | 34     | 8      | 6      |
| 2018/19         | BB Erzurumspor    | Süper Lig       | 12         | 1          | 0          | 2     | 0     | 1     | 14     | 1      | 1      |
| 2018/19         | PEC Zwolle        | Eredivisie      | 17         | 9          | 1          | 0     | 0     | 0     | 17     | 9      | 1      |
| 2019/20         | PEC Zwolle        | Eredivisie      | 24         | 6          | 2          | 2     | 2     | 0     | 26     | 8      | 2      |
| 2020/21         | Sparta Rotterdam  | Eredivisie      | 35         | 14         | 3          | 1     | 0     | 0     | 36     | 14     | 3      |
| 2021/22         | Sparta Rotterdam  | Eredivisie      | 34         | 5          | 1          | 2     | 0     | 1     | 36     | 5      | 2      |
| 2022/23         | PEC Zwolle        | Eerste divisie  | 36         | 23         | 6          | 1     | 0     | 0     | 37     | 23     | 6      |
| 2023/24         | PEC Zwolle        | Eredivisie      | 32         | 13         | 2          | 1     | 0     | 0     | 33     | 13     | 2      |
| 2024/25         | Lion City Sailors | S.League        | 14         | 11         | 3          | 0     | 0     | 0     | 14     | 11     | 3      |
| Senioren totaal | Senioren totaal   | Senioren totaal | 369        | 110        | 34         | 19    | 3     | 3     | 388    | 114    | 37     |
| Totaal          | Totaal            | Totaal          | 444        | 121        | 40         | 19    | 3     | 3     | 463    | 124    | 43     |

Bijgewerkt op 27 december 2024.